# Vales do Rio
Vales do Rio é uma povoação portuguesa do Município da Covilhã que foi sede da extinta Freguesia de Vales do Rio, freguesia que tinha 5,12 km² de área e 674 habitantes (2011), e, por isso, uma densidade populacional de 131,6 hab/km². 
A Freguesia de Vales do Rio que havia sido criada por Decreto de Lei em 9 de Julho de 1976, foi extinta em 2013, no âmbito de uma reforma administrativa nacional, tendo sido agregada à Freguesia de Peso para formar uma nova freguesia denominada União das Freguesias de Peso e Vales do Rio com a sede em Peso.

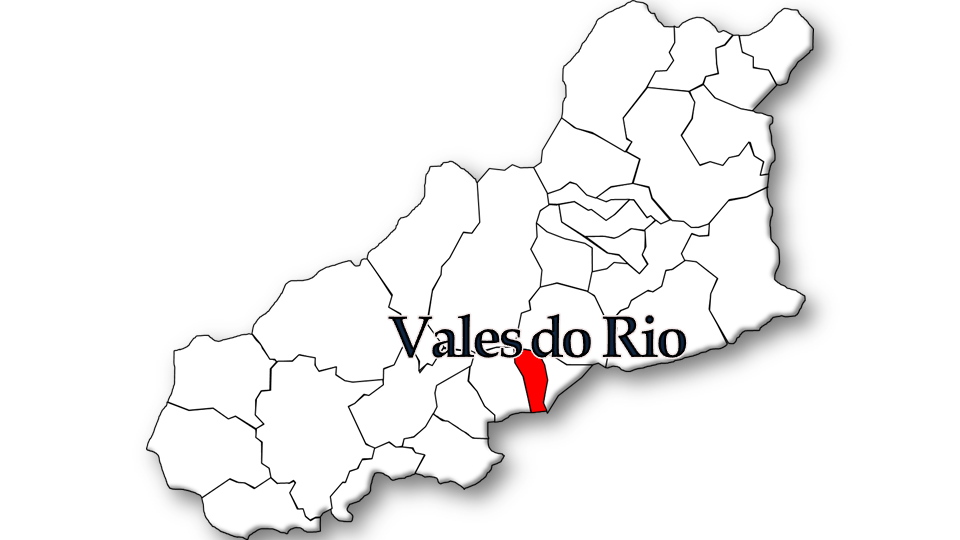
Localização no Município de Covilhã

## População
| 1981 | 1991 | 2001 | 2011 |
| 833  | 930  | 839  | 674  |

Criada pelo Decreto-Lei nº 537/76, de 09 de Julho, com lugares desanexados da freguesia do Peso (Fonte: INE)

## Património
- Igreja de Santo António (matriz)
- Capela de Santa Margarida
- Fonte Velha
- Chafariz
- Trecho do rio Zêzere